# Grozdjovo
Grozdjovo (bulgariska: Гроздьово) är ett distrikt i Bulgarien.   Det ligger i kommunen Obsjtina Dolni tjiflik och regionen Varna, i den östra delen av landet, 300 km öster om huvudstaden Sofia.